# Rue Grandgagnage
La rue Grandgagnage est une rue du centre de Liège reliant la rue Jonfosse à la rue Saint-Gilles

## Odonymie
Charles Grandgagnage (1812-1878) est un linguiste qui publia un dictionnaire étymologique de la langue wallonne. C'est depuis l'année du son décès  que la rue prit son nom actuel. Auparavant, cette rue qui remonte aux premiers siècles de la fondation de Liège, était une section de la rue Jonfosse.

## Situation
Cette rue plate et rectiligne d'une longueur d'environ 130 m a la particularité d'avoir une orientation nord-sud presque parfaite. Elle applique un sens unique de circulation automobile depuis la rue Saint-Gilles vers la rue Jonfosse.

## Architecture
Plusieurs immeubles de cette rue sont à signaler :
- au no 12, l'hôtel Verlaine est un immeuble de style Art nouveau réalisé en 1910 par Maurice Devignée. Il s'agit de l'une des réalisations les plus remarquables de style Art nouveau à Liège[1].
- au no 16, se trouve un sgraffite de l'ancienne fabrique d'armes Sévart[2].
- au no 35, un immeuble à appartements (4 étages) de style Art déco aussi réalisé (en 1935) par Maurice Devignée[3].

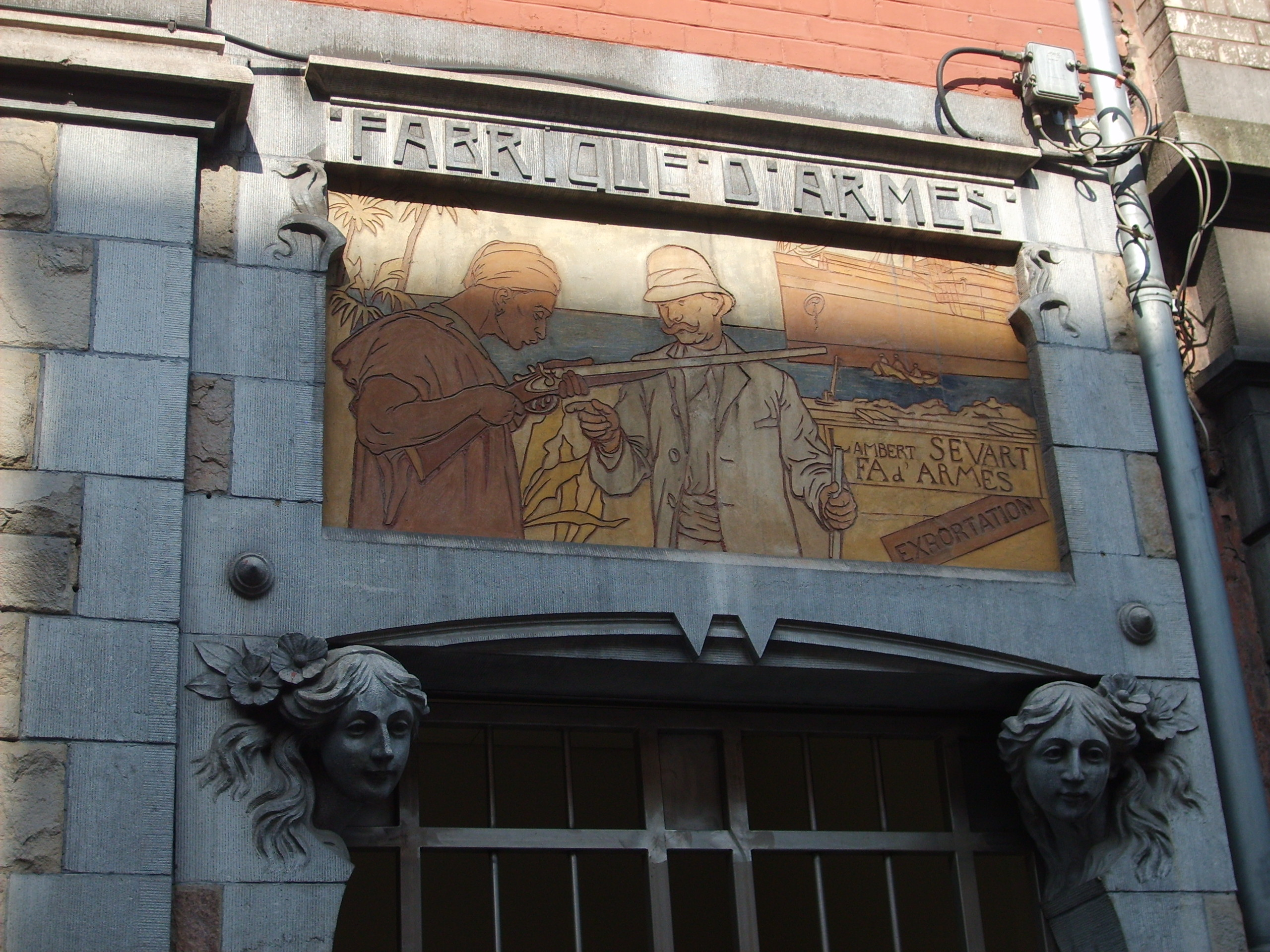
Le sgraffite de l'ancienne fabrique d'armes Sévart

## Voies adjacentes
- Rue Jonfosse
- Rue Monulphe
- Rue Saint-Gilles